# Громико Олександр Володимирович
Олександр Володимирович Громико (25 грудня 1974, Сибір[уточнити]) — український підприємець і громадський діяч, засновник KTD Group, що виготовляє в Україні побутову техніку під марками Saturn, ST і Laretti.

## Життєпис
Народився 25 грудня 1974 року в Сибіру, згодом сім'я переїхала до Ташкента, далі до Душанбе. Мати працювала вчителькою, батько — геофізиком, займався розвідкою нафтових родовищ. Здобував вищу освіту, але не закінчив її, рано почав займатися бізнесом.
Підприємницьку діяльність почав у 1990-ті з торгівлі продуктами, одягом, автоустаткуванням та побутовою технікою. 1996 року відкрив підприємство із імпорту техніки з Китаю до України й уклав договір про постачання побутової техніки First з Австрії.
1998 року зареєстрував бренд Saturn, який став замовляти виготовлення техніки в Китаї.
2009 року розпочав збирання техніки на заводах у Каневі та Обухові, почавши зі складання пральних машин та телевізорів, і поступово переносячи виробництво в Україну. З 2014 року залучав іноземні інвестиції. Того ж року очолив новостворену «Українську асоціацію виробників електротехніки».
Після 2014 року компанія отримала європейські сертифікати на техніку Saturn, що вироблялася в Каневі: тепловентилятори, сушки для фруктів, електрочайники та м'ясорубки.
2020 — інвестував у розробку спільного з інженерами з Німеччини проєкту Jupiter Aircraft з виробництва 4-місних спортивних літаків Jupiter-J4S.
З початком широкомасштабного вторгнення Росії в Україну Олександр Громико організував виробництво та постачання дронів Jupiter для польотів на далекі дистанції, однак розслідування видання «Коротко Про» назвало процес «ілюзією». В червні 2022 передав Збройним силам України власний гелікоптер MBB Bo 105.
Одружений, виховує двох доньок і сина.

## Громадська діяльність
Президент «Української асоціації виробників електротехніки». Співзасновник ГО «Українська асоціація виробників» У січні 2019 обраний до наглядової ради Української ради бізнесу. Співзасновник мережі приватних міжнародних шкіл «American International School & University» в Україні

## Відзнаки і рейтинги

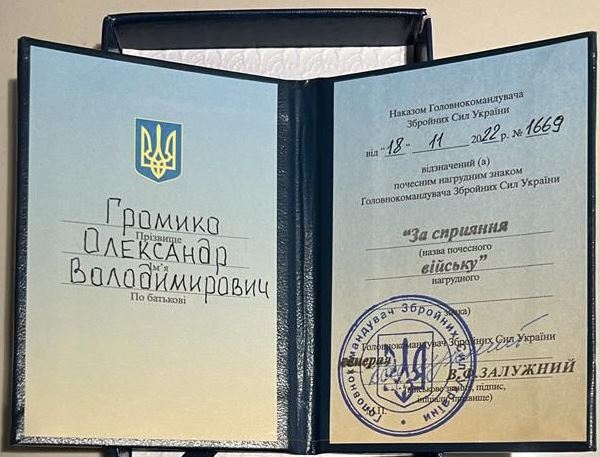
Посвідчення до знаку «За сприяння війську» Олександру Громику

- Згідно з опитуванням журналу «Фокус», став одним із 33 топ-менеджерів України (2018).[6]
- Почесний нагрудний знак Головнокомандувача Збройних сил України «За сприяння війську» (листопад 2022).[18]